# توتشتاوان سريبان
توتشتاوان سريبان (بالتايلندية: ธชตวัน ศรีปาน) (مواليد 13 ديسمبر 1971 في سارابوري) لاعب كرة قدم تايلندي دولي يجيد اللعب في خط الوسط . اعتزل اللعب في سنة 2008 وكان آخر نادي انضم له هو نادي تيرو ساسانا التايلندي .

## روابط خارجية
- توتشتاوان سريبان على موقع قاعدة بيانات كرة القدم.إي يو (الإنجليزية)
- توتشتاوان سريبان على موقع ناشيونال فوتبول تيمز (الإنجليزية)
- توتشتاوان سريبان على موقع Soccerway.com (الإنجليزية)
- توتشتاوان سريبان على موقع عالم كرة القدم.نت (الإنجليزية)
- توتشتاوان سريبان على موقع كووورة